# Mebsuta
Mebsuta, eller Epsilon Geminorum, (förkortat Epsilon Gem, ε Gem), är en stjärna i stjärnbilden Tvillingarna som ligger på det utsträckta högra "benet" av tvillingen Castor. Den visuella magnituden är 3,06 och gör den till en av de ljusare stjärnorna i denna stjärnbild.
Avståndet till Mebsuta kan bestämmas direkt med hjälp av parallaxmätningar, vilket ger ett värde av 840 ljusår (260 parsecs), även om detta resultat har en relativt stor felmarginal på 40 ljusår (12 pc). Eftersom den ligger nära ekliptikan kan den avskärmas av månen eller någon planet. En sådan ockultation ägde rum den 8 april 1976 av Mars, vilket tillät observation av planetens yttre atmosfär som skulle mätas. Tidigare har stjärnan avskärmats av Merkurius den 10 juni 1940 och den 3 september 2015 avskärmades Mebsuta av asteroiden Ifigenia.

## Nomenklatur
ε Geminorum är stjärnans Bayer-beteckning. Den har det traditionella namnet Mebsuta, Melboula eller Melucta. Mebsuta har sina rötter i den gamla arabiskan där den och stjärnan Mekbuda (Zeta Geminorum) var tassar hos ett lejon. Mebsuta (Mabsūṭah "مبسوطة) kommer från en fras som hänvisar till den utsträckta tassen. År 2016 organiserade internationella astronomiska unionen en arbetsgrupp för stjärnnamn (WGSN) för att katalogisera och standardisera egennamn för stjärnor. WGSN:s första bulletin i juli 2016  ger en tabell över de två första satserna av namn som godkänts av WGSN, där Mebsuta ingår för denna stjärna.

## Egenskaper
Spektrumet för Mebsuta matchar spektraltyp G8 Ib, där luminositet klass Ib visar att detta är en superjättestjärna med lägre ljusstyrka. Alternativt kan den vara en stjärna som har passerat stadiet i den asymptotiska jättegrenen och har ett friliggande skal av stoft. Den beräknade massan av denna stjärna är över 19 gånger solens, och det har expanderat till en radie cirka 105-175 gånger större än solens. Sedan 1943 har spektrumet för denna stjärna tjänat som en av de stabila riktpunkter mot vilka andra stjärnor klassificeras. 
Mebsuta strålar från dess yttre atmosfär omkring 8 500 gånger solens ljusstyrka vid en effektiv temperatur av 4 662 K. Det är denna temperatur som ger det gulfärgade skenet hos en G-typstjärna. Ett ytmagnetfält med en styrka av -0,14 ± 0,19 G har upptäckts hos stjärnan. Detta topologiskt komplexa fält genereras troligen av en dynamo som bildas i de Wu, Yue; et al. (January 2011), "Coudé-feed stellar spectral library - atmospheric parameters", Astronomy and Astrophysics, 525: A71, arXiv:1009.1491Freely accessible, Bibcode:2011A&A...525A..71W, doi:10.1051/0004-6361/201015014n djupa konvektionszonen i stjärnans yttre hölje.

## I kulturen
USS Melucta (AK-131) var ett amerikanskt marinlastfartyg i Crater-klassen som var döpt efter stjärnan.